# Hipofosfito de sodio
Hipofosfito de sodio es un compuesto químico de fórmula NaPO2H2. Es una sal originada del ácido hipofosforoso, encontrándose normalmente en forma de monohidrato, NaPO2H2·H2O. Es sólido a la temperatura ambiente, presentándose como cristales blancos inodoros, solubles en agua.
El hipofosfito de sodio debe guardarse en un lugar fresco y seco, aislado de materiales oxidantes. Se descompone cuando se calienta y produce el gas tóxico fosfina, causando irritación en el tracto respiratorio.

## Usos
El Hipofosfito de sodio se utiliza principalmente para el niquelado químico, método por el cual se recubren piezas de superficies irregulares con un recubrimiento de espesor uniforme de aleación níquel-fósforo. Se utiliza ampliamente en la industria electrónica, automotriz y aeroespacial entre otras.
El Hipofosfito de sodio es capaz de reducir los iones de níquel en solución a níquel metálico sobre sustratos metálicos y plástico. Los últimos requieren que el sustrato se active con finas partículas de paladio. El depósito de níquel resultante puede contener hasta un 15% de fósforo.
También se puede utilizar como un aditivo alimentario.